# Manfred Manglitz
Manfred Manglitz (Köln, 8 de março de 1940) é um ex-futebolista alemão que atuava como goleiro.

## Carreira
Manfred Manglitz fez parte do elenco da Seleção Alemã de Futebol, na Copa do Mundo de 1970. 

## Títulos
- Copa do Mundo de 1970 - 3º Lugar